# Nick Hornby
Nick Hornby (n. 17 aprilie 1957, Redhill, Anglia, Regatul Unit), este un scriitor britanic. Printre lucrările cele mai cunoscute se numără Fever Pitch, High Fidelity si About a Boy, care au fost de asemenea regizate.

## Biografie
Hornby a studiat engleza la Universitatea Cambridge. În timpul facultății a scris opere de teatru, scrieri pentru televiziune, dedicându-se din 1992 doar scrisului. Anterior a fost profesor de engleză, printre altele pentru emigranți.
El este membru fondator al "Treehouse", o organizație britanică, care se ocupă de îmbunătățirea educației copiilor bolnavi de autism.
Cumnatul lui Hornby este scriitorul britanic Robert Harris. Autoarea Gill Hornby este sora sa.

## Opere
Pe lângă proză, Nick Hornby scrie și pentru diverse reviste și ziare precum 'The Sunday Times', 'Time' și 'The Independent'. Azi este și critic de muzica pop pentru 'The New Yorker'. La scrierea romanelor a fost inspirat printre altele de Anne Tyler, pe care a cunoscut-o la întâlnirile lui ca profesor. Alte inspirații găsind la Raymond Carver, Richard Ford și Laurie Moore.
O parte din opere au fost ecranizate:
- 1997 - Fever Pitch, regia David Evans (cu Colin Firth)
- 2000 - High Fidelity, regia Stephen Frears (cu John Cusack)
- 2002 - Despre un băiat, regia Chris Weitz,  Paul Weitz (cu Hugh Grant, [[Toni Collette] ] și Rachel Weisz)
- 2005 - Un singur om pentru un sezon, regia Bobby Farrelly, Peter Farrelly (cu Drew Barrymore)
- 2014 - A Long Way Down (Adio, dar rămîn cu tine), regizor Pascal Chaumeil, scenariști Jack Thorne și Nick Horby

### Romane
- 1995 -High Fidelity
- 1998 - About a Boy
- 2001 - How to Be Good
- 2005 - A Long Way Down
- 2007 - Slam
- 2009 - Juliet, Naked (not yet published)

### Non-fiction
- 1992 -  Fever Pitch ISBN 0-14-029344-2
- 2003 - 31 Songs ISBN 0-14-101340-0 (Songbook in the US, ISBN 1-57322-356-5)
- 2004 - The Polysyllabic Spree ISBN 1-932416-24-2
- 2006 - Housekeeping vs. the Dirt ISBN 1-932416-59-5
- 2008 - Shakespeare Wrote for Money ISBN 1-934781-29-0

### Antologii
- 1993) My Favourite Year: A Collection of Football Writing ISBN 0-7538-1441-2
- 1996 - The Picador Book of Sportswriting ISBN 0-330-33133-7
- 2000 - Speaking with the Angel ISBN 0-14-029678-6
- 2005 - Otherwise Pandemonium ISBN 0-14-102251-5

## Opere traduse în limba română
- High Fidelity, Editura, Polirom, 2005, ISBN 973-681-727-X
- Turnul sinucigașilor, Editura Humanitas, 2006, ISBN 973-50-1335-5
- Slam, Editura Humanitas, 2008, ISBN 978-973-68-9264-6
- Adio, dar mai stau puțin, Editura Humanitas, 2014, ISBN 978-973-689-726-9

## Premii
- 1992 - William Hill Sports Book Of The Year]] atribuit pentru Fever pitch
- 1999 - Premiul E.M.Forster, un premiu al Academiei Americane de Arte
- 2001 - Nominalizat pentru "Booker's-Award pentru How to be good
- 2002 - W.H.Smith-Preis pentru How to be good
- 2003 - Writer's Writer Award
- 2008 - Esel des Monats pentru Slam